# Kurt Gassen
Kurt Gassen (né le 9 novembre 1892 à Berlin sous le nom d'Otto Gustav Curt Gassen et mort le 11 avril 1981 à Hambourg) est un bibliothécaire et auteur allemand.

## Biographie
Kurt Gassen étudie l'allemand, la philosophie et l'histoire à Fribourg, Berlin et Greifswald. En 1917, il obtient son doctorat à Greifswald et acquiert ensuite ses premières expériences dans le service des bibliothèques universitaires à Berlin et Kiel. Gassen partit ensuite pour Greifswald et y devient en 1937 directeur adjoint de la bibliothèque universitaire. Depuis que Gassen a rejoint le NSDAP en 1940, il est démis du service de bibliothèque en mars 1946. En mai 1948, il est réintégré comme « assistant scientifique ». En 1951, Gassen part pour Berlin et en 1953 est employé comme bibliothécaire à l'Académie allemande des sciences puis à la Bibliothèque d'État allemande.

## Publications (sélection)
- Die Chronologie der Novellen Heinrich von Kleists. Weimar 1920 (Diss.).
- Sibylle Schwarz. Eine pommersche Dichterin 1621-1638. Greifswald 1921.
- Pommersche Literatur von den ältesten Zeiten bis zur Gegenwart. Greifswald 1930.
- Pommersche Literatur der Gegenwart. Greifswald 1932.
- Die Anfänge neuniederdeutscher Literatur in Pommern 1770-1870. Dans: Pommersche Jahrbücher (de) 29 (1935), S. 157–182.
- Unbekannte Pommernbriefe aus der Universitätsbibliothek Greifswald. Greifswald 1940.
- Dir. avec Michael Landmann (de): Buch des Dankes an Georg Simmel. Briefe, Erinnerungen, Bibliographie. Berlin 1958.